# کارشناسی
کارشناسی یا لیسانس (به فرانسوی: Licence) دوره‌ای از آموزش عالی است که تحصیل آن به‌طور معمول در مدت چهارسال و حداکثر ۶ سال انجام می‌شود. کسب مدرک کارشناسی بر حسب رشته به دو صورت پیوسته و ناپیوسته امکان‌پذیر است. مدرک کارشناسی معادل با bachelor's degree در اکثر کشورهای دیگر است.

## کارشناسی ناپیوسته
دوره‌ای است که پیش‌نیاز آن، مدرک کاردانی یا فوق دیپلم در رشته یا رشته‌های دانشگاهی است، تعداد واحد دوره کارشناسی ناپیوسته بر حَسب رشته، بین ۶۵ تا ۷۰ واحد درسی است و مدت تحصیل این دوره به‌طور معمول دو سال و حداکثر سه سال می باشد.
امروزه، اکثر رشته‌ها به‌جز فنی و حرفه‌ای، معمولاً کارشناسی پیوسته‌ است.
برای آغاز به تحصیل در این دوره، دانشجویان پس از اخذ مدرک دورهٔ کاردانی، در آزمون ورودی کاردانی به کارشناسی شرکت می‌کنند.

## کارشناسی پیوسته
دوره‌ای است که پیش‌نیاز آن، مدرک دیپلم یا پیش‌دانشگاهی است و پذیرفته‌شدگان این دوره برحسب رشته با گذراندن ۱۳۰ تا ۱۶۰ واحد به اخذ مدرک لیسانس نائل می‌شوند. طول مدت تحصیل این دوره به‌طور متوسط ۴ سال و سقف مجاز آن ۶ سال تعیین شده است.
برای آغاز به تحصیل در دورهٔ کارشناسی پیوسته، نیاز به تکمیل دوره پیش‌دانشگاهی و پذیرش از طریق قبولی در آزمون سراسری است. پذیرش دانشجو در دانشگاه‌های سراسری، آزاد، پیام نور و غیرانتفاعی انجام می‌گیرد.

## القاب علمی مرتبط
به دانش‌آموخته دوره‌های کارشناسی BA یا BS گفته می‌شود که مخفف Bachelor of Art و Bachelor of science است. معمولاً برای دانشجویان رشته‌های انسانی از BA و برای دانشجویان رشته‌های مهندسی از BS استفاده می‌شود. 
به دانش‌آموخته دوره‌های کارشناسی ارشد MA یا MS گفته می‌شود که مخفف Master of Art و Master of science است. معمولاً برای دانش‌آموخته رشته‌های انسانی از MA و برای دانش‌آموخته رشته‌های مهندسی از MS استفاده می‌شود.  
دانشجوی دکتری (Phd student): به فاصله قبولی در مقطع دکتری تا امتحان جامع گفته می‌شود. 
کاندیدای دکتری (Phd candidate): به فاصله بین قبولی در امتحان جامع تا دفاع از پایان‌نامه دکتری گفته می‌شود. 
از PhD برای کسی که دارای مدرک دکتری است استفاده می‌شود که مخفف Doctor of Philosophy است. 
پسادکتری (Postdoctoral): به دوره کوتاه پس از دکتری گفته می‌شود که معمولا جنبه پژوهشی دارد و به صورت مخفف پست داک (Postdoc) هم گفته می‌شود.  
اینترن (Intern): به دانشجوی پزشکی عمومی که دوره کارورزی را در بیمارستان می‌گذراند، گفته می‌شود. 
از MD برای کسی که دکتری پزشکی (پزشکی عمومی) دارد استفاده می‌شود که مخفف Doctor of Medicine است. 
رزیدنت: به پزشکی که در دوره تخصص در حال گذراندن دوره دستیاری (residency) است، رزیدنت گفته می‌شود. 
عضو هیئت علمی: به عضو هیئت علمی faculty member یا academic staff گفته می‌شود و درجه‌های عضو هیئت علمی از مربی (Instructor یا Lecturer) شروع می‌شود و به ترتیب به استادیار (Assistant professor)، دانش‌یار (Associate professor)، استاد (Professor) و استاد ممتاز (Academic tenure) ارتقا پیدا می‌کند. 
افیلیشن (Affiliation): به پیوند سازمانی یا وابستگی سازمانی گفته می‌شود

### کتابشناسی
- «فصل دوم». انتخاب رشته، انتخاب آینده، راهنمای انتخاب رشته آزمون سراسری … تألیف دکتر کورش پرند، غلامرضا یادگارزاده و دکتر ابراهیم خدایی. تهران: مرکز انتشارات سازمان سنجش کشور، مرکز انتشارات سازمان آموزش فنی و حرفه‌ای کشور. ۱۳۹۱. شابک ۹۷۸-۹۶۴-۱۵۳-۱۷۹-۱.